# Xoridesopus heinrichi
Xoridesopus heinrichi là một loài tò vò trong họ Ichneumonidae.